# クースクリド・メン
クースクリド・メン（アイルランド語: Cúscraid Mend Macha; 異綴り Cumscraid） (発音ガイド： /'ku:skrid m'eN 'maxa / (Maier 1997) /cŏŏs'crĭ/ (Cross & Slover 1936) /KOOS-kridh/ (Paddy Brown)) は、「メン」＝「どもり(吃音症)」または「唖者」の異名をとるアルスター伝説の戦士で、アイルランド神話の登場人物。アルスターの王コンホヴァル・マク・ネサの王子。兄のコルマク・コン・ロンガスに次ぐ王位後継者に認められた。綽名は、「メン・マハ」（「アルスター王都エヴァン・マハのどもり男」の意）ともつくる。
国では若者が武具装備帯刀を許される年齢になると、宿敵国コナハトに(単独ではなく仲間をひきつれて)行って、敵国人を一人の討ち取ってくるしきたりであった。しかしクースクリドはこの通過儀礼をおこなう際、強敵 ケト・マク・マーガハによって負傷し、言葉の自由を失った。説明は二通りあって委細が異なる。
古典の人名由来集によれば、口(を襲った武器に)より、舌の先端を失って「メン（唖者/吃音者）」となったとされる)。
別の短編物語によれば、初武装（初陣)のとき、国境近くでケトと遭遇し、仲間の1/3を置き去りにして逃げたが、槍で喉をつかれ、喉の筋を損傷して正しく言葉を発音できなくなった。
また、ある短編のなかでは、クースクリド、クー・フリン、コナル・ケルナハの三人を思い慕うアルスターの女性たちは、その愛情ありあまり、彼らにそなわる不具までも、そっくり真似て見せたと記されている。すなわち、クースクリド熱愛者はそのどもりを真似、コナル・ケルナハ心酔者は(背筋/首筋が?)ひん曲がった歩行をなぞり、クー・フリン支持者はその容体をゆがませた狂戦士状態(アイルランド語: ríastrad; 英訳:battle fury, warp spasm)に模して片目が見えないふりを装った。
後年、コンホヴァルの死後、アルスターの臣民はまず、長子のコルマク・コン・ロンガスを王として奉戴しようとしたが、帰途につく途中で戦死した。そこで従兄弟コナル・ケルナハに王位を継がせる意見もでたが、コナルは自分の里子として養育したクースクリドを推したので、クースクリドがアルスター王に即位した。
クースクリドは、「勝利の」を意味するコスグラハ (アイルランド語: Coscrach)という盾または剣をもつ。さらには、『クアルンゲの牛捕り』では、 クースクリドの槍が「蝋燭」を意味するカネル(?)(現代発音 キニェル アイルランド語: Caindel, Cainnel)と呼ばれているふしがあるが、単に「蝋燭(松明)のようにまばゆい」とも解釈される。
ほんの噂ほどの記述だが、クースクリドは、ルーン（ルイン）の凶刃に倒れたという記述がある。